# Holger Albrechtsen
Holger Albrechtsen   (Noruega, 23 de juny de 1906 - 14 d'agost de 1992) va ser un atleta noruec, especialista en curses de tanques, que va competir durant la dècada de 1930.
En el seu palmarès destaca una medalla de bronze en els 110 metres tanques del Campionat d'Europa d'atletisme de 1934. Guanyà el campionat nacionals dels 110 metres tanques de 1934, 1936 i 1938 i el de 400 metres tanques de 1934 i 1935.

## Millors marques
- 110 metres tanques. 14.7" (1933)[5]
- 400 metres tanques. 54.0" (1936)[6][7]